# 偽ドミトリー3世
偽ドミトリー3世（にせドミトリーさんせい）（Лжедмитрий III; False Dimitri III, ? – 1612年）は、動乱時代のロシアのツァーリ僭称者。イヴァン4世の末子ドミトリー皇子を名乗った3人のうち、最も動向の不明な人物。

## 生涯
『ブリタニカ百科事典第11版』によれば、シドルカという名の助祭だった。ナルヴァ川以西から突然現れ、イングリア地方のイヴァンゴロドで1611年3月28日に皇子ドミトリーであると宣言した。翌1612年3月2日、モスクワ近郊を荒らしていたコサックによってツァーリに推戴され、コサックの報復をおそれたプスコフの指導層が彼を迎えて忠誠を誓ったため、「プスコフの悪党」と呼ばれた。しかし同年5月18日プスコフを脱出、逮捕されてモスクワ当局に引き渡され、処刑された。